# Winkeldifferenz
Winkeldifferenzen sind Gegenstand spezieller Messungen und Rechenverfahren in verschiedensten Fachgebieten. Derartige Methoden finden sich in Naturwissenschaften wie Astronomie, Physik, Geodäsie oder Geologie, aber auch in technischen Anwendungen wie der Navigation und der Instrumentenkunde.
Die in solchen Verfahren gemessenen bzw. rechnerisch behandelten Winkeldifferenzen sind in vielen Fällen nicht durch direkte Winkelmessung zu erhalten, sondern Gegenstand
- eigens entwickelter Messinstrumente (zum Beispiel Heliometer oder optische Mikrometer)
- spezieller Auswertemethoden (z. B. Methode gleicher Höhen), wo die Winkeldifferenzen erst aus der Kombination mehrerer Schritte resultieren,
- oder rechnerischer Modellierungen, die auch in verschiedenen Ebenen gemessene Winkel verarbeiten.

Im Folgenden werden einige Anwendungen beispielhaft aufgezählt und ihre Besonderheiten kurz behandelt.

## Geodäsie, Navigation
Für Richtungsbestimmungen auf der Erde oder am Himmel sind zwar meist die Winkel selbst Gegenstand der Messung, aber in speziellen Fällen auch ihre Differenzen bzw. örtlichen oder zeitlichen Änderungen. Viele dieser Differenzmessungen erfolgen mit speziellen Optiken oder hochpräzisen Mikrometern.
- Die Entfernungsmessung mit Scherenfernrohren beruht auf Winkelmessung zwischen den beiden Zielfernrohren des Messgeräts, die technisch als Winkeldifferenz je zweier Spiegelstellungen realisiert wird. Die optische Entfernungsmessung hat dasselbe Prinzip, nur dass die Messbasis eine horizontale oder vertikale Messlatte ist und der Winkel bzw. seine Änderung mit einem Theodolit gemessen wird.
- Der geodätische Rückwärtsschnitt – die Bestimmung des eigenen Standortes aus drei Richtungen zu weit entfernten Zielpunkten – entspricht der geometrischen Bestimmung von Peripheriewinkeln. Diese werden aber nicht direkt, sondern aus Richtungsdifferenzen bestimmt. Die primär gemessenen Richtungen sind eigentlich Winkel am Teilkreis des Theodolits zwischen dessen Nullpunkt und der Zielrichtung.
- Die Genauigkeit dieser Punktbestimmungen – die auf Kreisen kritisch ist – lässt sich einfach aus den Winkeldifferenzen abschätzen, die bei rechnerischer Verschiebung des eingemessenen Punktes um einige Zentimeter auftreten.
- Die Standlinienmethode der Nautik benutzt für jeden der zwei oder drei beobachteten Sterne die Differenz zwischen dem beobachteten Höhenwinkel und dem für den vermuteten Standort gerechneten Höhenwinkel.
- Ähnliches erfolgt bei der astronomischen Ortsbestimmung mit einem Prismenastrolab oder einem Zirkumzenital.
- In der Ausgleichsrechnung arbeiten Geodäten mit Strecken- oder Winkeldifferenzen zwischen jeder Messung und dem anfänglichen geometrischen Modell des Vermessungsnetzes. Die Quadrate dieser Differenzen werden nach der Gaußschen Methode minimiert.
- Für Präzisionsmessungen und in der Instrumentenkunde wird die Reduktion der gemessenen Richtungen wegen Instrumentalfehlern oder der Refraktion als Winkeldifferenz angesetzt, bei der differentiellen Refraktion verschiedener Lichtfarben sogar als Differenz von Winkeldifferenzen.
- Weitere Differenzmethoden finden sich z. B. bei Vermessungen mit Winkelprismen, beim Einfluchten in eine Gerade (Alignment), beim Planplattenmikrometer, bei der Deckpeilung und bei der Versegelung in der Navigation.

## Astrogeodäsie
Die astronomische Navigation und Nautik kennt mehrere Mess- und Auswertungsmethoden mittels Winkeldifferenzen (siehe oben). Zwei dieser Verfahren wurden für die Astrometrie und Erdmessung weiterentwickelt:
- Die Methode gleicher Höhen dient zur hochgenauen Bestimmung der wahren (astronomischen) Lotrichtung bzw. zur terrestrischen Zeit- und Längenbestimmung. An sich werden die Sterne in einer konstanten Zenitdistanz beobachtet (astronomisch meist 10°, geodätisch 30°), doch läuft es de facto auf Messung kleiner Winkelunterschiede durch spezielle Mikrometer bzw. kleiner Zeitdifferenzen („Soll minus Ist“) hinaus. Bei der Auswertung bildet man (wie beim nautischen Verfahren, aber mit zusätzlichen Reduktionsgrößen) die Differenz zwischen dem (indirekt) beobachteten „mittleren Höhenwinkel“ aller Sterne und den ellipsoidisch gerechneten Höhenwinkeln der einzelnen Sterne.
- Direkt im Instrument werden Winkeldifferenz bei einigen Spezialmethoden gemessen, z. B. mit dem von Fraunhofer erfundenen, mit einem zweigeteilten Fernrohrobjektiv arbeitenden Heliometer. Bei zwei anderen Spezialinstrumenten, dem Danjon-Astrolab und dem Zirkumzenital, erfolgt die Berechnung der aus der Lotstörung oder dem Uhrfehler resultierenden Winkeldifferenz von „berechnetem“ und beobachtetem Stern ähnlich wie bei der o.a. Methode gleicher Höhen.
- Bei der Horrebow-Talcott-Methode zur Polbewegungs- und Breitenbestimmung werden Kulminationen aufeinanderfolgender Sternpaare im Süd- und Nordast des Meridians beobachtet, indem das Fernrohr um 180° geschwenkt und die Differenz ihrer Höhenwinkel direkt im Gesichtsfeld durch ein Mikrometer gemessen wird.

## Astronomie
Die Astronomie kennt zahlreiche Verfahren und Rechenmodelle, die auf kleinen Winkeldifferenzen beruhen. Einige Beispiele sind:
- die tägliche und die jährliche Parallaxe von Gestirnen infolge der Erdrotation und der Erdbahn um die Sonne
- variable Fernrohrbiegung bei großen Teleskopen (s. a. Reduktion (Messung))
- die Einmessung von Doppelsternen mit einem Fadenmikrometer oder dem Heliometer; die Bewegung der Sterne um ihr Massezentrum ist wiederum die Differenz von Winkeldifferenzen
- die Änderungen der Sonnen- oder der Mondparallaxe durch die Elliptizität von Erd- und Mondbahn
- kleine Schwankungen des Sonnenradius, siehe auch Helioseismologie
- einige Wirkungen der nicht ganz konstanten Erdrotation – z. B. auf die Zeitdifferenz dUT1 oder auf die Polkoordinaten.

Auch größere Winkeldifferenzen spielen eine Rolle:
- Morgen- und Abendweite der Sonne
- Elongation, der aktuelle Abstand eines Planeten von der Sonne
- Mittlere Anomalie, ein zeitproportionale, fiktiver Winkel zur Berechnung von Planetenbahnen; die Differenz zur wahren Anomalie geht in die Kepler-Gleichung ein

## Physik, Bauwesen, Technik
Spezielle Methoden mit Winkeldifferenzen, die über die bloße Winkelmessung hinausgehen, finden sich in mehreren Bereichen – unter anderem
- bei Messungen der Torsion von Bauteilen auf nicht-geometrischem Weg
- beim Torsionsstab, der Torsionswaage und dem Gravimeter
- bei Winkeländerungen durch Schubspannung
- als Biegung von Bimetallstreifen z. B. zur Temperaturmessung
- bei der Winkelstellung von Dämpfungsklappen u. ä.
- als thermische Effekte und Pfeilerdrehung bei Deformationsmessungen.